# Rie Sasaki
Pour les articles homonymes, voir Sasaki.
Rie Sasaki (佐々木 理江, Sasaki Rie), née le 24 août 1982, est une gravure idol et femme politique japonaise, représentant Osaka à la Chambre des conseillers du Japon pour le parti japonais de l'innovation.

## Jeunesse et carrière pré-électorale
Sasaki naît le 24 août 1982 dans la préfecture d'Hiroshima. Elle commence sa carrière dans le domaine du divertissement, et devient une idol. Repérée en 2006 alors qu'elle étudiait encore les sciences et l'ingénierie à l'université de Shimane, elle devient une mannequin après l'obtention de son diplôme. Sasaki nourrit déjà la volonté de poursuivre une carrière politique plus tard, et refuse ainsi certains contrats lui imposant de porter un maillot de bain. Elle rejoint par la suite une école politique dirigée par Takashi Kawamura, le maire de Nagoya, avant de rejoindre en 2012 le parti de l'Association pour la restauration du Japon, vantant la politique menée par Tōru Hashimoto, maire et gouverneur d'Osaka.

## Carrière électorale
Sasaki commence sa carrière politique en 2012, alors qu'elle se présente aux élections législatives japonaises de la même année, pour l'Association pour la restauration du Japon dans la vingt-et-unième circonscription de Tokyo. Elle n'est pas élue à la suite de ce scrutin, et ne parvient pas non plus à obtenir un siège grâce à la représentation proportionnelle.
Elle continue néanmoins la politique, et est élue conseillère municipale à Osaka en 2015, poste qu'elle occupe jusqu'en 2025 après deux réélections. En novembre 2024, elle devient présidente du Comité des affaires générales du parti japonais de l'innovation, successeur de l'ARJ. En 2025, elle se présente à la primaire interne du parti pour être la candidate féminine du parti à l'élection à la Chambre des conseillers du Japon de la même année dans la préfecture d'Osaka. Elle remporte ce scrutin, arrivant devant la conseillère actuelle Mizuho Umemura. Elle remporte également le scrutin national de juillet, et fait ainsi son entrée à la Diète du Japon, après avoir axé sa campagne autour de l'abolition de la taxe de consommation, et avoir appelé à la mise en place de gardes d'enfants gratuites prises en charge par la préfecture.

## Prises de positions
Sasaki est favorable à la modification de la constitution antimilitariste japonaise et est également favorable à explicitement mentionner l'existence des forces japonaises d'autodéfense.
Sur le plan international, Sasaki est favorable à un renforcement de l'alliance nippo-américaine.
Sasaki est favorable aux tentatives visant à modifier la loi japonaise imposant aux conjoints de porter le même nom de famille. Elle est également favorable à la reconnaissance par le Japon du mariage entre personnes du même sexe. Par contre, Sasaki est opposée aux politiques visant la mise en place de quotas de femmes dans les fonctions politiques. Elle est également opposée à l'idée qu'une femme puisse accéder au Trône du chrysanthème.

## Vie privée
Sasaki épouse un pilote de bateau en 2013. Elle déclare parmi ses hobbies principaux la formule 1 et la bourse. Elle tient un blog personnel dédié aux chroniques coursières.